# Windhill
Windhill (Schots-Gaelisch: Cnoc na Gaoithe) is een dorp ongeveer 2 kilometer ten noorden van Beauly in de Schotse lieutenancy Inverness in het raadsgebied Highland.